# Проспект Конституции (Вильнюс)

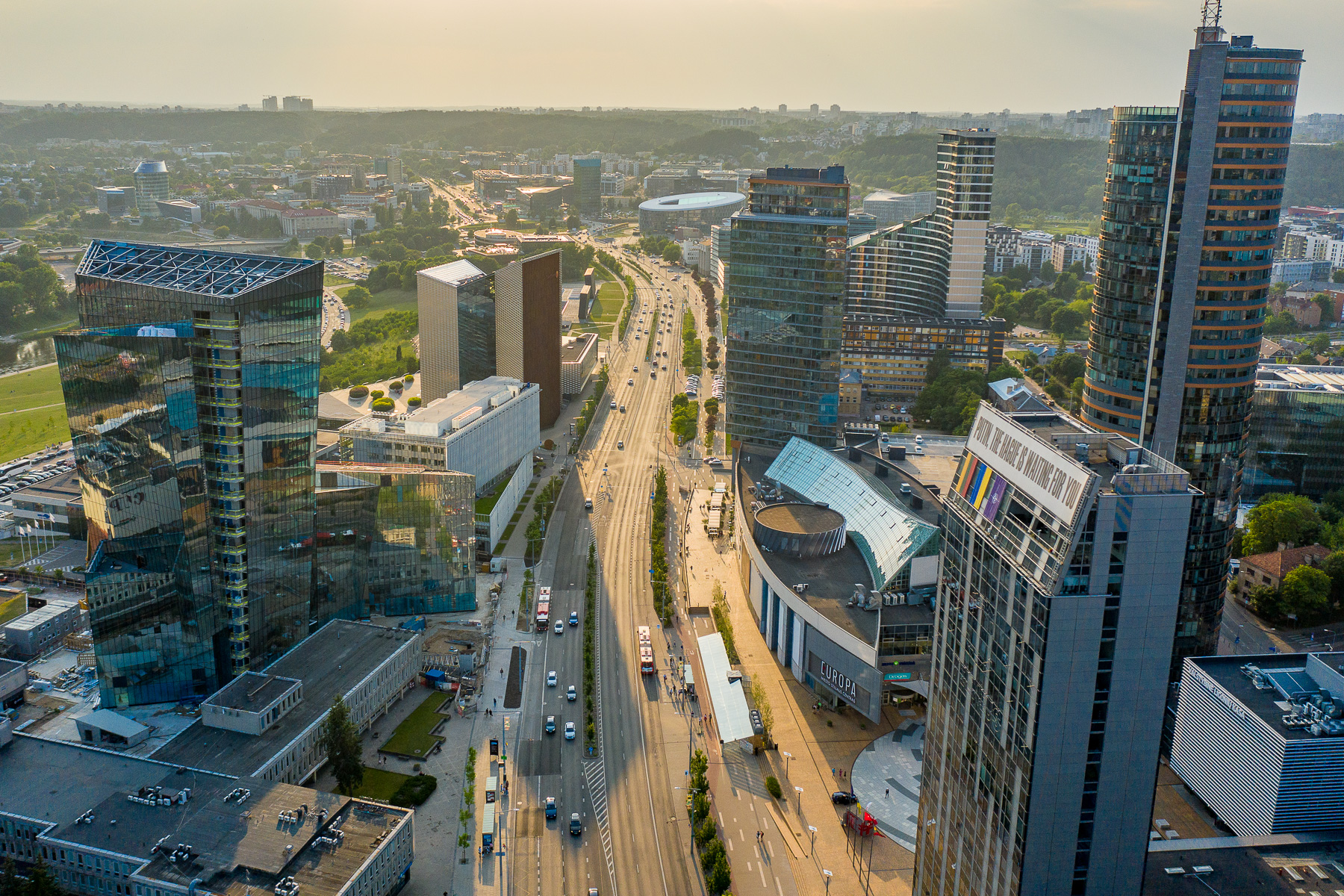
Вид на проспект

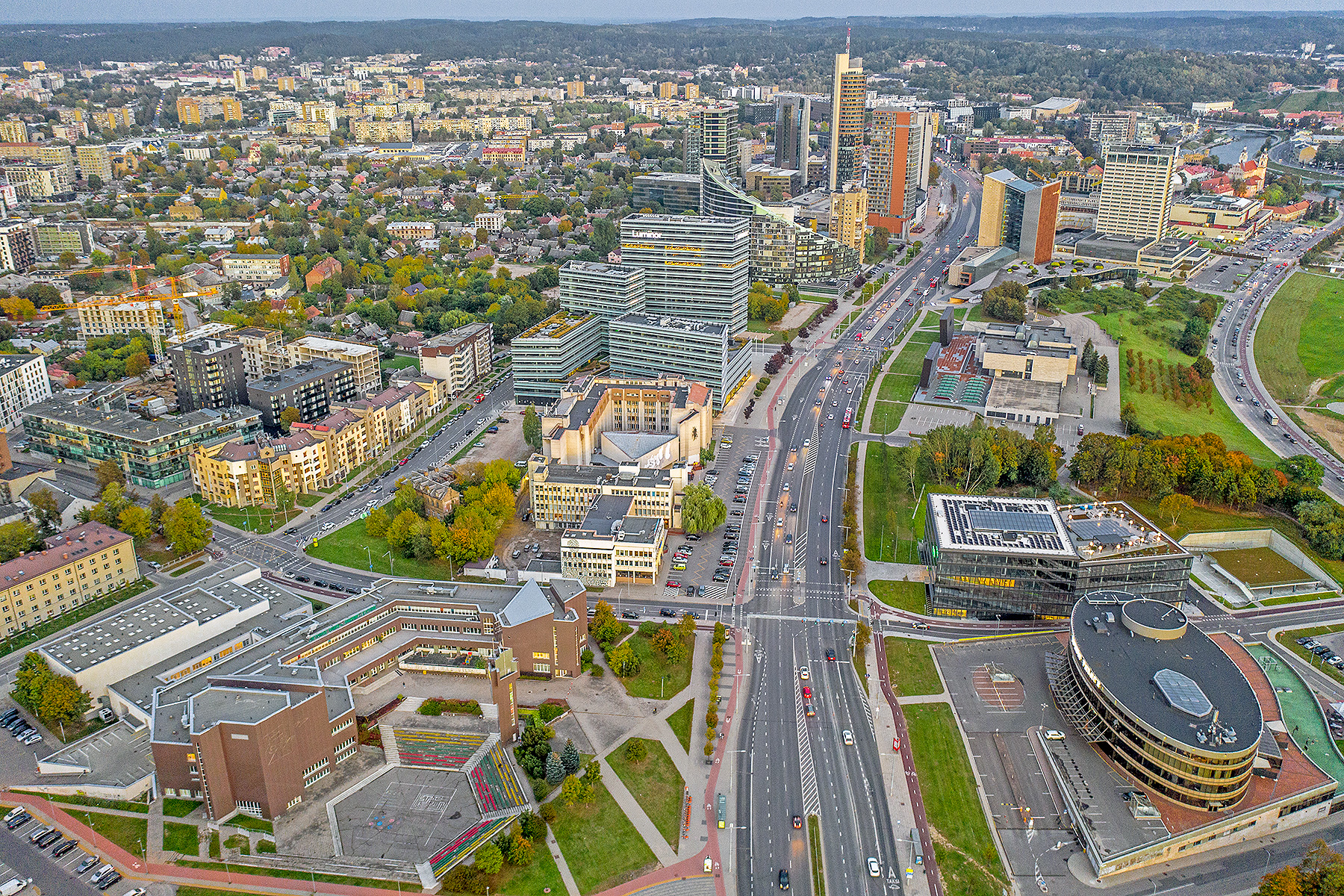
Вид на проспект

Проспект Конституции (лит. Konstitucijos prospektas) — важная улица городской инфраструктуры Вильнюса, начинающаяся от кольца Салтонишкю до улицы Кальварию.

## История
Улица проложена в XX веке. В 1970-х годах ей было присвоено название улицы Укмергес (бывшая улица Укмергес возле костёла Святого Рафаила была переименована в улицу Шнипишкю). В 1988 году улица была переименована в улицу Юстаса Палецкиса, но через несколько лет было возвращено название улицы Укмерге.
В 2002 году в ознаменование 80-летия первой Конституции улицу переименовали в Проспект Конституции. В 2004 году в связи с увеличением автомобильного и пешеходного движения проспект был расширен до 7 полос с северной стороны. В итоге ширина пешеходной зоны по правой стороне улицы (если смотреть со стороны отеля Holiday-Inn) теперь составляет 20 метров. Увеличено количество светофоров и переходов, два из которых подземные. Улица более озеленена, благоустроены тротуары и велодорожки. Отремонтирована и благоустроена стоянка автомобилей справа от начала проспекта Конституции, а впоследствии введена в эксплуатацию дополнительная парковка под и рядом с комплексом «Europa» на противоположенной стороне.

## Окрестности проспекта

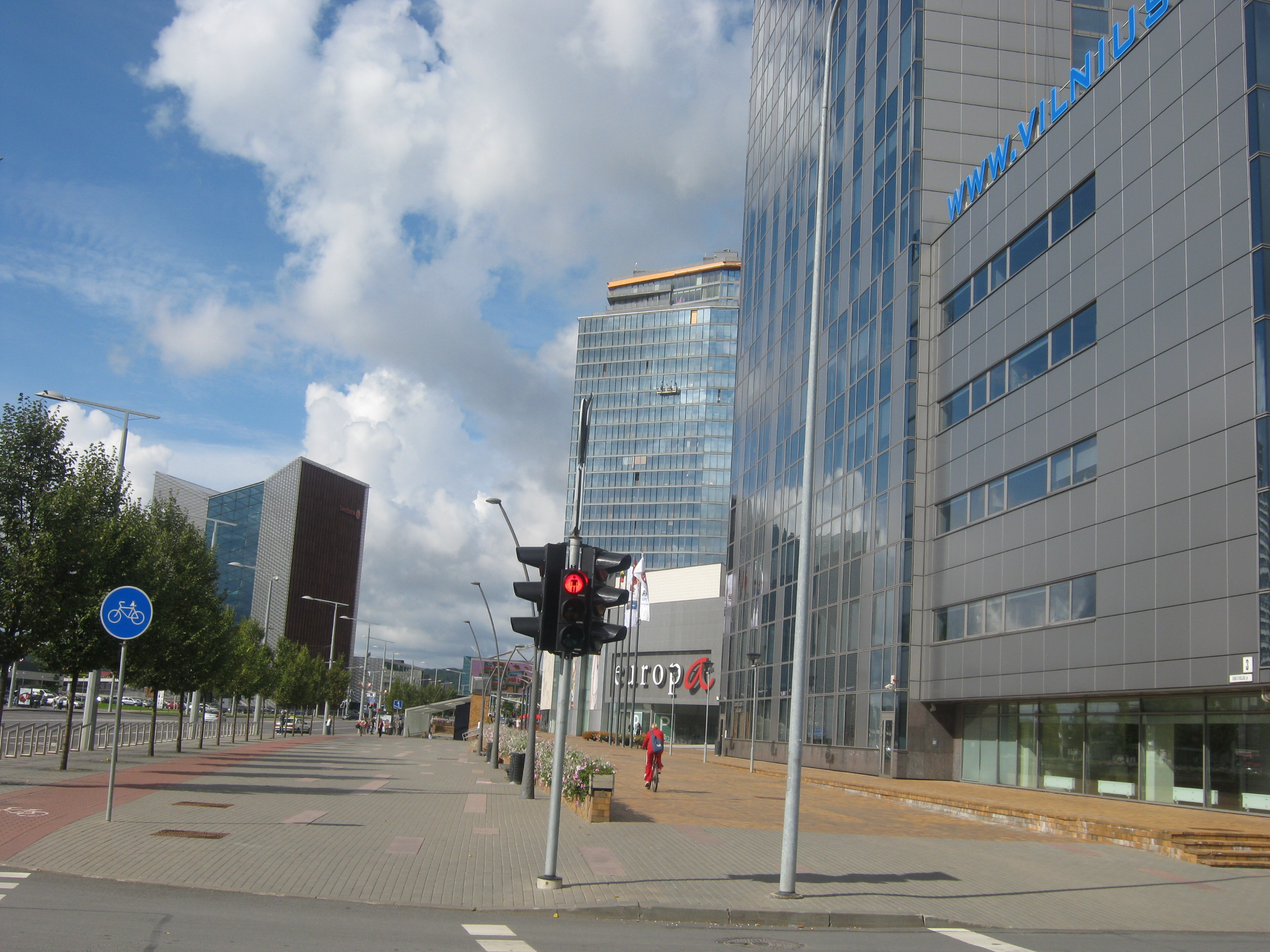
Проспект Конституции. Деловой и торговый центр "Europa"

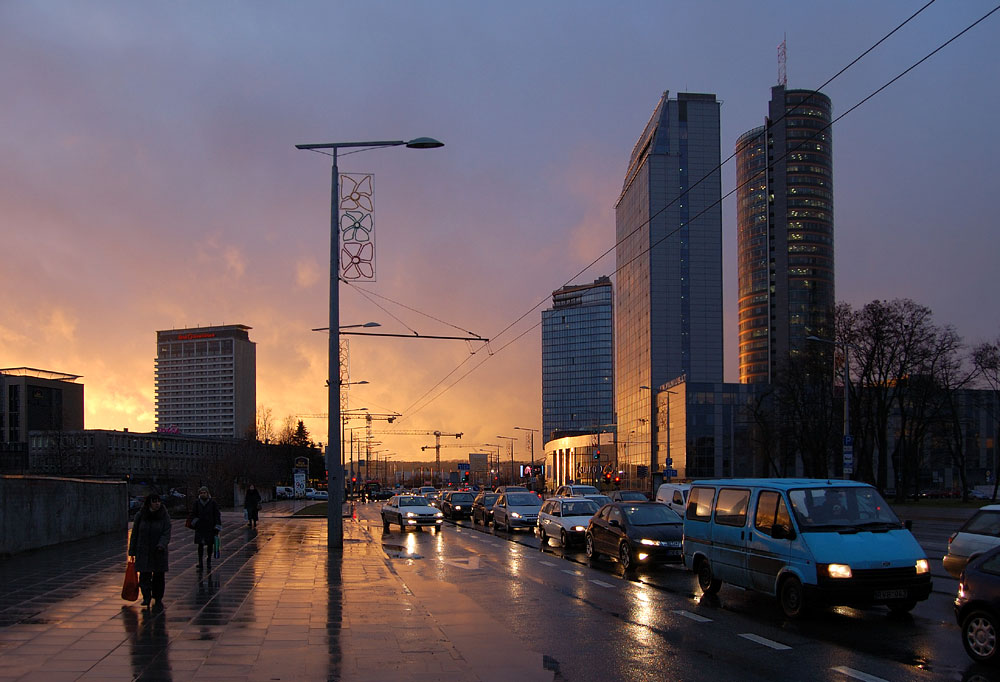
Вид на проспект Конституциос с улицы Кальварию

На проспекте Конституции находится торгово-деловой центр «Europa», признанный лучшим многофункциональным проектом в Центральной и Восточной Европе в 2004 году. Торговый центр соединен с семиэтажной автостоянкой на более чем 1000 парковочных мест. Бизнес-центр «Europa» — самое высокое коммерческое здание в Литве. Его высота составляет 33 этажа. Между 20-этажным зданием Вильнюсского городского самоуправления и торговым центром «Europa» находится Площадь Европы, на которой установлен фонтан. Помимо муниципалитета, на той же стороне улицы находятся здания уездной администрации, а чуть дальше - Литовский центр детей и молодежи и многочисленные коммерческие здания. По другую сторону проспекта Конституции находится крупнейший в стране отель «Radisson Blu Hotel Lietuva», построенный еще в советское время, и спортивно-развлекательный и деловой центр «Forum Palace» (рядом с кольцом Салтонишкю). Помимо зданий, на проспекте Конституции есть также небольшой парк.

## Статьи по Теме
Проспекты в Вильнюсе:
- Проспект Гедиминаса
- Проспект Лайсвес
- Проспект Саванорю